# Вайнсгайм (Бітбург-Прюм)
Вайнсгайм (нім. Weinsheim) — громада в Німеччині, розташована в землі Рейнланд-Пфальц. Входить до складу району Бітбург-Прюм. Складова частина об'єднання громад Прюм.
Площа — 24,02 км2. Населення становить 1004 ос. (станом на 31 грудня 2020).